# Почни спочатку (фільм)
«Почни спочатку» (англ. Second Act) — романтична кінокомедія 2018 року Пітера Сігала з Дженніфер Лопес у головній ролі.

## Сюжет
Мая працює в супермаркеті Value Shop уже 15 років. У свій день народження вона очікує підвищення до посади директора, але через відсутність диплома про вищу освіту керівник Вейскопф призначає на це місце Артура, а Варгас стає його помічником.
Подруга Джоан із сином Діллі домовляються про співбесіду в великій компанії. На співбесіді Мая відверто розповідає про недоліки F&C, тим не менш вона викликає симпатію і її беруть консультантом. У перший день президент компанії Андерсон Кларк доручає Зої та Рону покращити лінійку кремів по догляду за шкірою, а Мая з Гільді будуть розробляти нову.
Коханий чоловік Маї Трей говорить, що хоче від неї дітей і, навіть, готовий взяти дитину з притулку, але жінка проти. Пізніше з'ясовується, що майже повнолітньою Варгас відмовилась від своєї доньки Сари. Кларк повідомляє, що розшукував мати своєї прийомної доньки Зої, її справжньою матір'ю є Варгас. Трей від Джоан дізнається про доньку коханої, але йому стає зрозуміло, що кохана не повернеться до нього.
Новий крем команди Варгас визнають найкращим. Мая отримує підвищення. На конференції жінка зізнається про вигадану інформацію у своєму резюме. Зої їде в Лондон продовжувати навчання. Незабаром Варгас відкриває з подругами бізнес, пов'язаний з продажем продуктів. Керувати справою допомагає Вейскопф. Мая повертається до Трея та заявляє, що хоче дітей. Після повернення в Нью-Йорк Зої мириться з мамою.

## У ролях
| Актор               | Роль           |
| ------------------- | -------------- |
| Дженніфер Лопес     | Мая Варгас     |
| Ванесса Енн Хадженс | Зої            |
| Ліа Реміні          | Джоан          |
| Тріт Вільямс        | Андерсон Кларк |
| Майло Вентімілья    | Трей           |
| Анналі Ешфорд       | Гілді          |
| Ден Букатінський    | Артур          |
| Фредді Строма       | Рон            |
| Ларрі Міллер        | Вейскопф       |
| Шарлін Йі           | Аріана         |
| Дейв Фолі           | Фелікс         |
| Алан Айсенберг      | Чейс           |
| Леа Реміні          | Джоан          |

## Створення фільму

### Виробництво
Знімальний період тривав з 23 жовтня до 15 грудня 2017 року. Зйомки проходили в Нью-Йорку та проходили спочатку в Квінзі, потім в Бронксі, Мангеттені.

### Знімальна група
- Кінорежисер — Пітер Сігал
- Сценаристи — Елейн Голдсміт-Томас, Джастін Закем
- Кінопродюсери — Дженніфер Лопес, Елейн Голдсміт-Томас, Бенні Медіна, Джастін Закем
- Композитор — Майкл Ендрюс
- Кінооператор — Улі Стейгер
- Кіномонтаж — Джейсон Гоурсон
- Художник-постановник — Річард Гувер
- Артдиректор — Джордан Джейкобс
- Художник-декоратор — Стефані Бовен, Сінді Файн-Вріланд
- Художник-костюмер — Моллі Роджерс
- Підбір акторів — Роджер Муссенден[6]

## Сприйняття
Фільм отримав негативні відгуки. На сайті Rotten Tomatoes оцінка стрічки становить 39 % на основі 72 відгуки від критиків (середня оцінка 4,9/10) і 52 % від глядачів із середньою оцінкою 3,3/5 (657 голосів). Фільму зарахований «гнилий помідор» від кінокритиків та «розсипаний попкорн» від глядачів, Internet Movie Database — 6,0/10 (3 401 голос), Metacritic — 47/100 (25 відгуків критиків) і 4,6/10 (26 відгуки від глядачів).